# Peter Oldring
Peter Oldring (nacido en Drayton Valley, Canadá el 17 de septiembre de 1971) es un actor y comediante canadiense. Nació en una familia de estrato medio y se sabe que tiene un hermano llamado Mark Oldring.

## Trayectoria
Trabajó en Blue Collar TV y ahora asiste regularmente a Foxworthy's Big Night Out. Oldring se ha venido desempeñando en los clubes de la comedia desde su adolescencia. Se graduó en  Montreal's National Theatre School en Canadá, Fue el desempeño de standup comedy y era miembro de una popular compañía de comedia antes de aterrizar en un lugar la segunda ciudad del grupo en Toronto.
Además de un lugar de aterrizaje como miembro de la aclamada segunda ciudad mejorar grupo en Toronto y Los Ángeles, Oldring ha tenido numerosas apariciones en la televisión canadiense. Ha realizado largometrajes como  K-19: The Widowmaker , Focus, Lost And Delirious y Young People Fucking.
Oldring es también un consumado actor de voz y las estrellas en la animación para niños muestran Braceface, como Conner Mackenzie,en Miss Spider's Sunny Patch Kids e Isla del Drama.En
Isla del Drama puso las voces a Cody,Tyler y Ezequiel.A menudo se pone de manifiesto la caridad para beneficiar a las personas sin hogar en Toronto. 
Actualmente, Peter está trabajando en una línea de comedia proyecto denominado Good Morning World con su viejo socio creativo de Calgary, Pat Kelly.

## Filmografía
| Año       | Película             |
| 2001      | Lost and Delirious   |
| 2001      | Focus                |
| 2001      | Undergrads           |
| 2000-2002 | Pelswick             |
| 2002      | Power Stone          |
| 2007      | Young People Fucking |
| 2009-2010 | Psych                |
| 2007-2010 | Isla del Drama       |
| 2011      | Los Guerreros Wasabi |
| 2014      | The Looking Planet   |
| 2010-2017 | Love That Girl!      |